# Ciosny, Distrito de Zgierz
Ciosny [pronunciación en polaco: /ˈt͡ɕɔsnɨ/] es un pueblo ubicado en el distrito administrativo de Gmina Zgierz, dentro del Distrito de Zgierz, Voivodato de Łódź, en Polonia central. Se encuentra aproximadamente a 9 kilómetros al norte de Zgierz y a 17 kilómetros al norte de la capital regional Lodz.